# ゲル抽出
分子生物学では、ゲル抽出（ゲルちゅうしゅつ、英: gel extraction）またはゲル単離（ゲルたんり、英: gel isolation）とは、アガロースゲル電気泳動後のアガロースゲルから無損傷のDNAの所望のフラグメント（断片）を単離するために用いられる技術である。抽出後、目的のフラグメントを混合し、沈殿させ、簡単なステップで酵素的にライゲーション（結合）することができる。このプロセスは通常、プラスミド上で行われ、初歩的な遺伝子工学の基礎である。

## ゲル抽出の手順
DNAサンプルをアガロースゲルで電気泳動した後、抽出には4つの基本的なステップがある。目的のフラグメントを特定し、対応するバンドを分離し、それらのバンドからDNAを分離し、付随する塩や汚れを除去する。
まず、ゲルに紫外線を照射して、臭化エチジウムで染色されたすべてのDNAを蛍光させる。DNAを、変異原性のある紫外線に必要以上に長くさらさないように注意しなければならない。目的のバンドを識別し、カバーガラスや剃刀の刃で物理的に移動する。取り出したゲルのスライスには、目的のDNAが含まれていなければならない。また、SYBR Safe DNAゲル染色と青色光照射を利用する別の方法では、臭化エチジウムや紫外線によるDNA損傷を避けることができる。
目的のDNAフラグメントを分離して洗浄するために次にあげる方法がある。

### スピンカラム抽出
ゲル抽出キットは、いくつかの主要なバイオテクノロジーメーカーから、1サンプルあたり約1～2米ドルの最終的なコストで入手できる。これらのキットに含まれている手順書では通常、ゲルスライスを3倍量のカオトロピック剤に50 °Cで溶解した後、溶液をスピンカラム法で処理し（DNAはカラム内に残る）、70%エタノールで洗浄し（DNAはカラム内に残り、塩と不純物は洗い流される）、少量（30 µL）の水または緩衝液でDNAを溶出する。

### 透析
ゲル断片を、液体は透過するがDNAサイズの分子は透過しない透析チューブに入れ、TEバッファーに浸してもDNAが膜を通過しないようにする。チューブの周囲に電界を発生させ（ゲル電気泳動と同様の方法で）、DNAがゲルから移動してもチューブ内に残るようにする。その後、チューブ溶液をピペットで取り出して、バックグラウンドを最小限に抑え、目的のDNAを含む溶液を得る。

## 従来の方法
ゲル抽出の従来法では、パラフィンフィルム（パラフィルム社）を折り畳んでポケットを作り、その中にアガロースフラグメントを配置する。アガロースを指でポケットの隅に物理的に圧縮すると、ゲルとその内容物が部分的に液化する。次に、この液滴をポケットからパラフィルムの外側に移し、ピペットで小さなチューブに入れる。ブタノール抽出により臭化エチジウムの染色を除去した後、フェノール/クロロホルムで洗浄したDNAフラグメントを抽出する。

## ゲル分離の欠点
ゲル単離の欠点は、紫外線光を使って物理的に識別できないとバックグラウンドを除去できないことである。2つのバンドが非常に接近している場合、汚染なしにそれらを分離するのは難しい場合がある。目的のバンドを明確に識別するために、さらに制限消化が必要な場合がある。類似サイズの不要なバンドに固有の制限部位は、これらの潜在的な汚染物質を分解するのに役立つ。